# 聖アガタの殉教
『聖アガタの殉教』（せいアガタのじゅんきょう、西: Martirio di sant'Agata、英: Martyrdom of Saint Agatha）は、17世紀イタリア・バロック期の画家マッシモ・スタンツィオーネが1623-1625年ごろ、キャンバス上に油彩で制作した絵画である。3世紀前半にシチリアのカターニアに生きた貴族出身のキリスト教徒の殉教者聖アガタを主題としている。17世紀後半にモンテサルキオ (Montesarchio) 公アンドレア・ダヴァロスによって収集されたコレクションに由来し、1862年にダヴァロス家の末裔アルフォンソがイタリア国家に遺贈した。以来、作品はナポリのカポディモンテ美術館に所蔵されている。

## 主題
カターニアの娘アガタは永遠の純潔を誓ったことを理由に、シチリアの古代ローマ総督クィンティニアヌスからの執拗な求婚を拒んだ。翻意を促すため、初め彼女はある老女のもとに連れていかれ、売春をするよう仕向けられたが、頑としてうけいれなかったため、牢に入れられ、乳房を切り取られてしまう。しかし、夜の間に聖ペテロが現われ、アガタの傷を軟膏で癒したので、乳房は奇跡的に元通りになった。クィンティニアヌスはあきらめず、彼女を燃え盛る炭や尖った破片の上に寝かせるなどの拷問を行う。その末に彼女が死ぬと、カターニアで大地震が起こった (あるいは、彼女が拷問されている間にエトナ山が噴火して、彼女は救われた)。

## 作品
本作の主題は、17世紀前半にとりわけナポリで活動していた画家たちに好まれたものである。スタンツィオーネは、アガタが乳房を切り取られる直前の姿を描いている。刑吏の1人が彼女の手首を縛りつけ、鑑賞者に背を向けたもう1人は乳房を切り取ろうと構えている。短刀の刃は、右の少年がふいごで掻き立てた炎で真っ赤に焼かれている。
本作は、スタンツィオーネの画業を知るうえで重要な作品とされる。彼は最初にナポリで、次いでローマでカラヴァッジェスキ (カラヴァッジョの追随者たち) と接したが、この絵画には彼がナポリで接したカラヴァッジェスキ、とりわけバッティステッロ・カラッチョロからの影響が顕著である。さらに、登場人物の配し方は、カラヴァッジョ自身の『キリストの鞭打ち』 (カポディモンテ美術館) の人物配置と非常に類似している。本作は、サン・マルティーノ修道院 (現在は美術館となっている) にある『羊飼いの礼拝』 (1626年) との様式上の類似性から1623-1625年ごろの制作と推定される。なお、スタンツィオーネは1650年代に『獄中の聖アガタ』も描いており、本作同様にカポディモンテ美術館に所蔵されている。

## ギャラリー

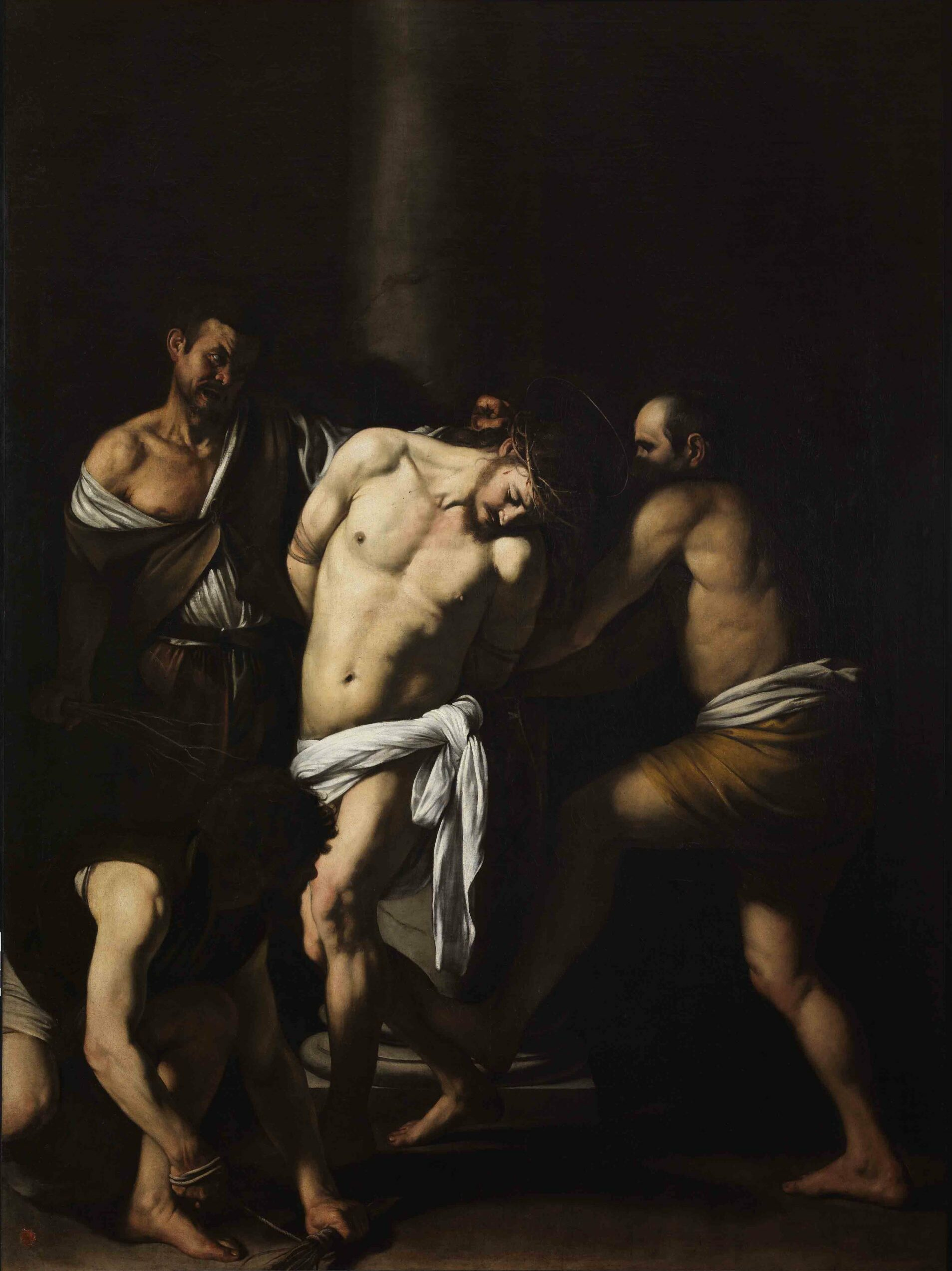
カラヴァッジョ『キリストの鞭打ち』 (1607年)、カポディモンテ美術館、ナポリ
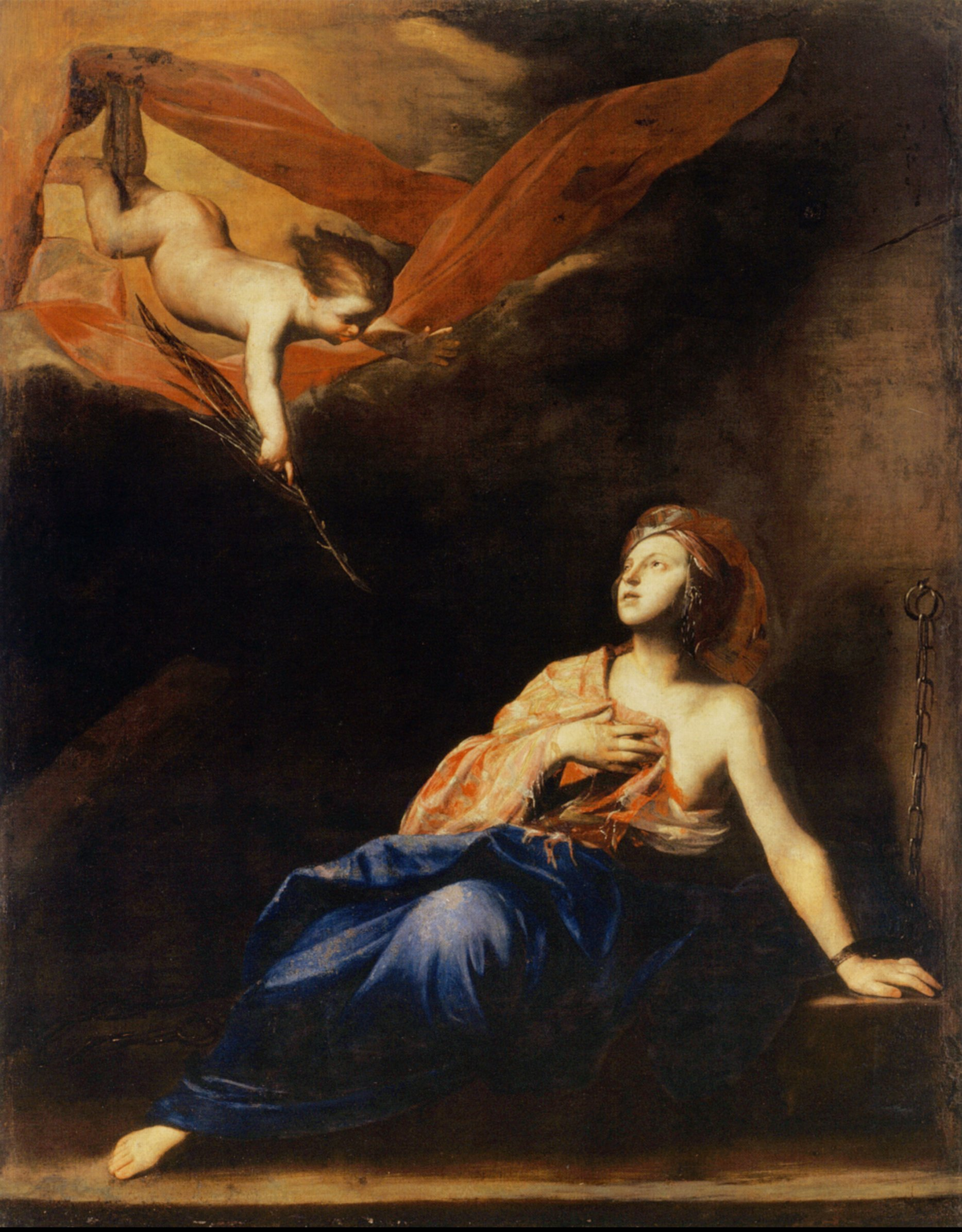
マッシモ・スタンツィオーネ『獄中の聖アガタ』 (1656年以前)、カポディモンテ美術館、ナポリ